# Banda Eva Ao Vivo II
Banda Eva Ao Vivo II é o segundo álbum ao vivo lançado em 1999 pelo grupo musical Banda Eva, no selo Universal Music O álbum é o primeiro disco com Emanuelle Araújo nos vocais da banda.

## Faixas
1. Vô Descer - 3:39
2. Chuva de Verão - 3:44
3. Tempestade de Paixão - 3:25
4. Adeus Bye Bye - 3:32
5. Oh,Dó! - 4:15
6. De Ladinho - 3:39
7. Pra Lá e Pra Cá - 2:52
8. Eu Vou no Eva - 3:28
9. Nabucodonosor - 3:09
10. No Meio das Estrelas - 3:09
11. Abaixa Aqui - 3:04
12. Minha Paixão - 4:08
13. Visceral - 4:02